# Ein Engel namens Levine

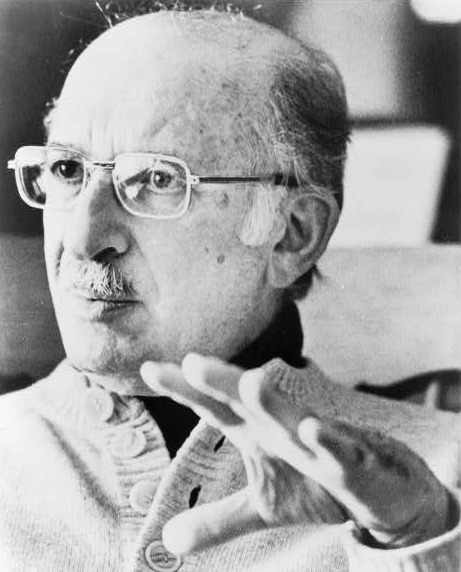
Bernard Malamud, Porträt um 1979

Angel Levine (dt. Ein Engel namens Levine, 1962 aus dem Amerikanischen übertragen von Annemarie Böll) ist eine Kurzgeschichte von Bernard Malamud, die erstmals 1958 in der Sammlung The Magic Barrel (dt. Das Zauberfaß und andere Erzählungen, 1968) veröffentlicht wurde. In dieser allegorischen Parabel thematisiert Malamud in einer Neugestaltung der biblischen Hiobsgeschichte die Glaubenskrise und schließliche Erlösung des jüdischen Protagonisten sowie dessen Beziehung zu konvertierten schwarzen Juden im New York der 1950er Jahre.

## Inhalt
Der ältliche, jüdisch-amerikanische Schneider Manischevitz, einst ein wohlhabender Mann (vgl. S. 22), verliert über Nacht bei einem Brand sein Geschäft sowie seinen gesamten Besitz und damit die Existenzgrundlage. Sein Sohn ist im Krieg gefallen, seine Tochter ist mit einem Abenteurer und Taugenichts durchgebrannt. Er selbst wird von quälenden Rückenschmerzen geplagt, die es ihm nicht möglich machen, eine lohnende neue Arbeit auszuüben. Seine Frau Fanny wird todkrank und bettlägerig; das zuvor gutsituierte Ehepaar muss in eine ärmliche Wohnung ziehen und um Fürsorgeunterstützung nachsuchen.
Obwohl Manischevitz gläubiger Jude ist und diese Kette von Schicksalsschlägen nicht als sinnlose Zufälle, sondern als „Prüfungen“ (S. 23) ansieht, wird sein Glaube an einen gütigen und gnädigen Gott stark erschüttert. Von Kindheit an war er „ein frommer Mann“, hat „in der Synagoge gelebt“ und war immer „um das Wort Gottes bemüht gewesen“ (vgl. S. 23 und 25); sein Leiden ist daher für ihn unverständlich („Mein lieber Gott, mein Geliebter, habe ich verdient, daß dies mir widerfährt?“, S. 23). Er stellt sich die Frage nach dem Sinn des Lebens in religiösen Dimensionen (vgl. S. 26f.), bittet jedoch zunächst Gott weiterhin um Unterstützung (S. 23). Seine zunehmende Glaubenskrise und darauffolgende Auseinandersetzung mit Gott verläuft wie bei Hiob in drei Stufen, die sich in Malamuds Erzählung in der Wahl der Verben widerspiegeln. So heißt es anfangs: Er „betete demütig um Beistand“ (S. 23), dann: Er „hatte nach dem Sinn dieses Schmerzes gefragt, sich gegen ihn aufgelehnt und, wenn auch liebevoll, mit Gott gegrollt“ (S. 26) und schließlich nach dem erneuten Besuch einer Synagoge: „Er klagte Gott an“ (S. 29) Der Zweifel am Sinn seines Leidens wächst; aus der Nähe zu Gott im Gebet um Hilfe wird das Gefühl der Verzweiflung eines an Selbstmord denkenden Gottverlassenen: „Gott hatte sich zurückgezogen […] – kann man einen Felsen lieben, einen Busch, eine Leere?“ (S. 29)
Die letzte und ausschlaggebende Prüfung liegt jedoch nicht in den Schicksalsschlägen und dem damit verbundenen Leiden; sie tritt Manischevitz in der Gestalt eines Schwarzen gegenüber, der eines Tages in seiner Wohnung auftaucht und sich mit dem jüdischen Namen Alexander Levine vorstellt (vgl. S. 24). Levine gibt sich als von Gott gesandter Engel aus („Ich bin kürzlich in einen Engel verwandelt worden. Als solcher biete ich Ihnen meine bescheidenen Dienste an, soweit dieses Angebot innerhalb meines Wesens und meiner Fähigkeiten – im besten Sinne – liegt“, S. 25).
Manischevitz muss diesen Engel als von Gott geschickten Boten anerkennen, um sein durch alles Leid gebrochenes Gottvertrauen wieder unter Beweis zu stellen, was ihm aber zunächst nicht gelingt. Einerseits verwirrt ihn die Hautfarbe Levines: „Der Schneider zögerte. Er hatte von schwarzen Juden gehört, war aber niemals einem begegnet“ (S. 25), andererseits fehlen ihm die sichtbaren Anzeichen des Engel-Seins, da Levine keine Flügel hat: „Manischevitz war ganz verstört. […] Um Levine zu prüfen, sagte er: ‚Wo sind denn Ihre Flügel?‘“ (S. 25)
Als Levine ihm erklärt, er sei noch ein Engel auf Bewährung „ohne Vorrechte und charakteristische Eigenschaften“, und ihn wissen lässt, dass er ihm nur helfen könne, wenn Manischevitz umgekehrt bereit sei, an ihn zu glauben (vgl. S. 25f.), ist es dem Schneider nicht möglich, Levine als gottgesandten Engel anzuerkennen: „‚Ich glaube, Sie sind ein Schwindler.‘“ (S. 26)

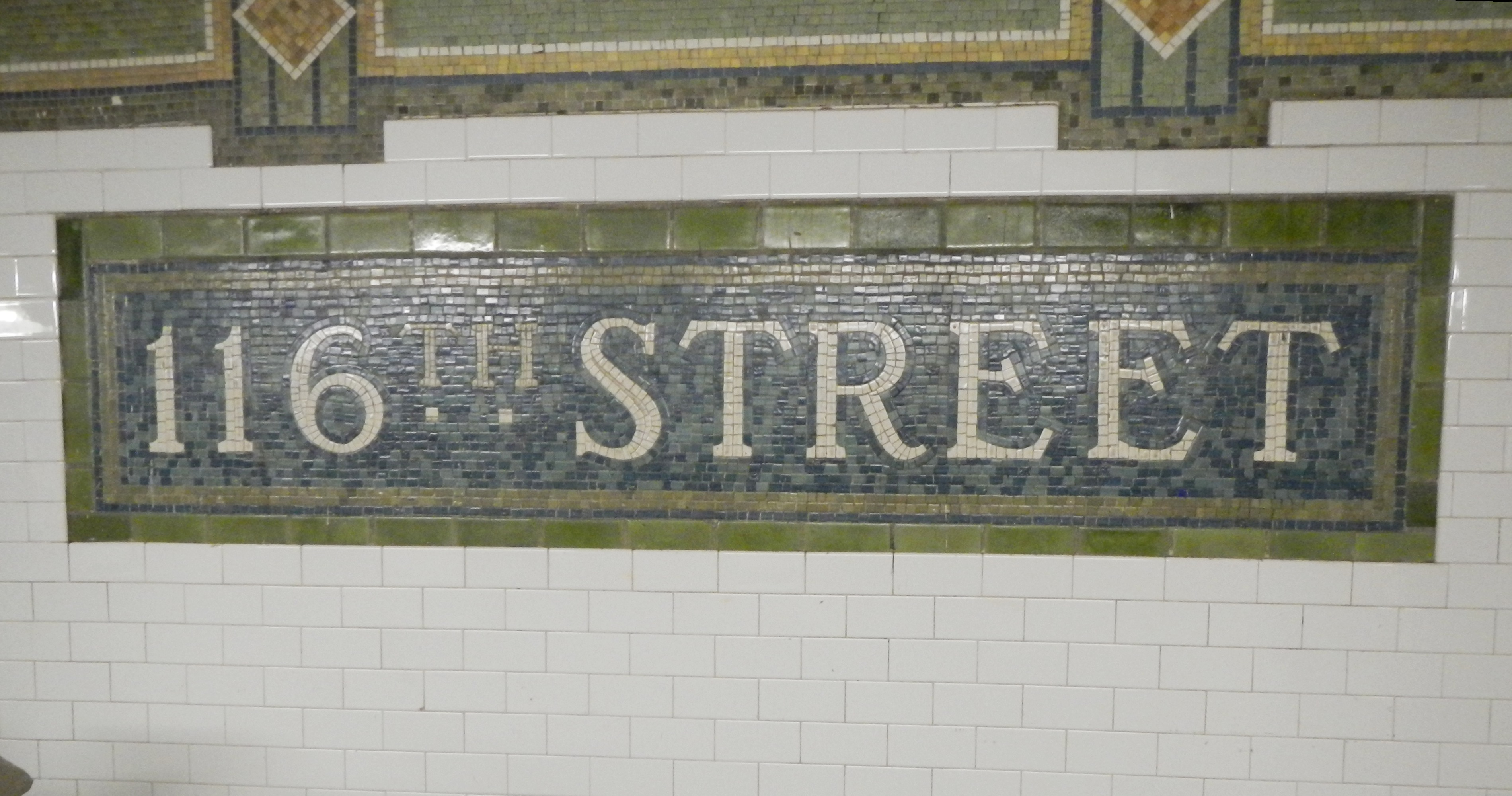
Mosaik 116. Straße in Harlem, New York

Daraufhin empfiehlt sich Levine mit dem Hinweis, er sei in Harlem in der 116. Straße zu finden. Als Fannys Zustand sich erneut verschlechtert, sie dem Tode nahe ist und auch seine Schmerzen nach nur vorübergehender Linderung wieder stark zunehmen, begibt sich Manischevitz auf den Weg in die „dunkle Welt“ nach Harlem, um Levine aufzusuchen (S. 26f.) Er findet den angeblichen Engel in Bellas Bar, einer heruntergekommenen Spelunke, wo dieser mit der korpulenten, schwerbrüstigen schwarzen Barbesitzerin einen obszönen Tango tanzt: „Als Bella mit ihren Verrenkungen fortfuhr, stand Levine auf, seine Augen blitzten vor Erregung. Sie umarmte ihn mit Kraft, seine beiden Hände schlossen sich um ihr breites wackelndes Hinterteil, und sie glitten in einem Tango über den Boden, laut beklatscht von den lärmenden Gästen.“ (S. 28)
Manischevitz ist bei diesem Anblick „zu starr, um sich zu rühren“; „tief enttäuscht“ zweifelt er ein weiteres Mal an der Identität des vermeintlichen Engels; die von ihm verlangte Selbstverleugnung ist zu groß; er kehrt ergebnislos heim und seine Entfremdung von Gott erreicht ihren Höhepunkt (S. 28f.) Der Arzt gibt seiner Frau nur noch wenige Tage zu leben (S. 28f.); Manischevitz kündigt Gott seinen Glauben auf und verflucht ihn, weil er an ihn geglaubt hat (S. 29). Gequält von seiner übergroßen Glaubenskrise schläft er ein und träumt von Levine in der Gestalt eines Engels, der vor einem blinden Spiegel steht und „kleine, zerzauste opalisierende Flügel“ putzt (S. 29).
Der unklare Offenbarungstraum treibt ihn erneut nach Harlem. An dem Platz, an dem die Bar stand, findet er nun aber eine Synagoge. Er lauscht vier schwarzen Juden, die Auslegungsfragen des Talmud erörtern. Schließlich findet er in einem Nachtclub Levine, der jedoch äußerlich wie auch moralisch noch weiter heruntergekommen ist als bei der ersten Begegnung in Bellas Bar. Trotzdem gelingt es Manischevitz nach einigem Zögern und Zweifeln vor allen Gästen seinen Glauben zu bekennen und dem schwarzen Engel die Anerkennung auszusprechen. (S. 32).
Levine begleitet Manischevitz nach Hause, steigt auf das Dach und der Schneider glaubt, eine Gestalt mit schwarzen Flügeln davonfliegen zu sehen. (S. 32). Der Traum erfüllt sich; Manischevitz findet seine eben noch todkranke Frau nun gesund vor und sagt zu ihr: „Es ist wunderbar, Fanny, […] glaub mir, Juden gibt es überall.“ (S. 32). Der Schneider zeigt damit, wie Freese schreibt, dass er die Bedeutungslosigkeit von Rasse und Hautfarbe eingesehen und „das Göttliche im Mitmenschen“ und somit die Ubiquität Gottes erkannt hat.

## Ethnische Toleranz und Menschlichkeit
Ein erster bedeutsamer Themenbereich, der in Ein Engel namens Levine im Vordergrund steht, ist das Verhältnis der beiden großen ethnischen Minoritäten der Juden und der Schwarzen in den Vereinigten Staaten. Während der großen Einwanderungswellen aus Osteuropa in den USA zwischen 1880 und 1920 verdingten sich die osteuropäischen jüdischen Immigranten vor allem als Arbeiter oder Handwerker; auch der Name Manischevitz lässt auf eine osteuropäische Herkunft schließen. Der zweiten Generation der eingewanderten Juden gelang in vielen Fällen der soziale Aufstieg in die urbane Mittelschicht; ein nicht unerheblicher Teil der wirtschaftlichen Schlüsselpositionen in den USA wird seitdem von Juden besetzt. Schwarze Amerikaner gehörten demgegenüber vor allem in fünfziger Jahren, aber teilweise bis in die heutige Zeit, zu den sozial weniger privilegierten Schichten. Den Juden, die sich äußerlich zudem in der Regel nicht von dem amerikanischen Establishment unterscheiden, fiel die Assimilation in die amerikanische Gesellschaft im Vergleich zu den schwarzen Amerikanern wesentlich leichter. Auf dem Hintergrund des angestrebten sozialen Aufstiegs versuchten jüdische Immigranten, wie Pointner darlegt, sich vor allem von der schwarzen Minorität abzugrenzen und standen dieser häufig noch herablassender gegenüber als die etablierte Oberschicht, was wiederum zu einer feindseligen Einstellung auf Seiten der schwarzen Minderheit gegenüber den Juden führte.
Auf diesem sozio-ökonomischen Hintergrund kann Angel Levine als Malamuds Versuch gedeutet werden, eine Möglichkeit aufzuzeigen, wie sich jüdische und schwarze Amerikaner entgegenkommen könnten. Da die Gruppe der Juden sich durch ihren Glauben, die der Schwarzen jedoch durch ihre Hautfarbe definiert, können Gemeinsamkeiten oder Überschneidungen Pointner zufolge nur in einer Richtung auftreten: Ein (weißer) Jude kann nicht schwarz werden, ein Schwarzer durch Konversion jedoch Jude. Obwohl nach orthodoxer Auffassung nur derjenige Jude sein kann, der von einer jüdischen Mutter geboren wurde, sind in jüngerer Zeit Konversionen zum Judentum durchaus möglich. Levine hat die feindselige Haltung sowie den Hass der Schwarzen überwunden, den jüdischen Glauben angenommen (vgl. S. 25) und damit alles getan, „um einen Ausgleich zwischen sich und dem etablierten Judentum zu schaffen“. Manischevitz fragt Levin bei der ersten Begegnung in seiner Wohnung, als dieser sich vorstellt, ob er vielleicht sogar ein Jude sei. Levine antwortet darauf: „Mein ganzes Leben war ich es, und von ganzem Herzen.“ (S. 24f.) Bedeutsam ist dabei, dass Levine aus eigenem freien Willen konvertierte, ohne sich ausgiebig mit der jüdischen Religion auseinanderzusetzen. In dieser Hinsicht wird er in Malamuds Erzählung als eine Verkörperung von Toleranz und Unvoreingenommenheit dargestellt. Es ist ausgerechnet der Schwarze, der den ersten Schritt zur Versöhnung unternimmt; somit liegt es bei Manischevitz, einen Ausgleich herzustellen, dadurch dass er das Jude-Sein Levines anerkennt. Nur auf diese Weise kann er selbst erlöst werden, indem er gleichzeitig Levine erlöst, und nur so können die beiden ihre Ruhe finden; allein die gegenseitige Akzeptanz und Toleranz kann sie beide zugleich retten.
Je länger die Unentschlossenheit und der Zweifel von Manischevitz anhalten, umso mehr verfällt auch Levine sowohl äußerlich wie auch innerlich. Erst als Manischevitz sein Zögern und seine Zweifel überwunden hat, seinen Stolz ablegt, alle Demütigungen vor den Gästen in dem Nachtclub auf sich nimmt und Levine als Engel anerkennt, werden die innigsten Wünsche beider Protagonisten erfüllt. Levine verliert seinen Bewährungsstatus als „Engel auf Probe“ (vgl. S. 25f.), erhält seine Flügel und wird zum „richtigen“ Engel, während Manischevitz‘ schon tot geglaubte Frau wieder gesundet (vgl. S. 32). Die Äußerung Manischevitz‘ gegenüber seiner Frau am Ende der Kurzgeschichte erhält eine besondere Aussagekraft; die Feststellung des Schneiders am Schluss: „Juden gibt es überall“, wird von Malmud bewusst zweideutig gelassen. Einerseits kann dies bedeuten, dass überall Juden zu finden sind, selbst im schwarzen Harlem, ohne dass notwendigerweise jeder ein Jude ist. Andererseits kann diese Aussage aber auch so verstanden werden, dass, wo immer man sich auch befindet, ausschließlich Juden anzutreffen sind. Das Jude-Sein wird in dieser Form zur Allegorie des Menschseins: Wo immer man sich befindet, trifft man Menschen. Manischevitz erkennt, dass es keinen Unterschied zwischen ihm, dem Juden, und Levine, dem Schwarzen, gibt, und beendet damit die beiderseitigen Qualen sowie auf einer symbolisch-allegorischen Ebene gleichsam den Hass und das Unverständnis bzw. die Intoleranz zwischen den beiden großen Minoritäten in den Vereinigten Staaten. Wie Freese in seiner Deutung betont, wird in Malamuds Erzählung „in humorvoller Weise ein Geschehen von tragischen Ausmaßen dargestellt“, in dem sich „realistische Details in einen allegorischen Bezugsrahmen einfügen und so eine ‚surrealistic fantasy‘, ‚a serio-comic folk tale‘ bilden“ und „ein individuelles Geschehen zu einem Jedermann-Geschick überhöht“ wird, wobei sich auf diese Weise „Malamuds vielzitiertes Wort bestätigt, dass jeder Mensch ‚ein Jude‘ sei.“ Malamuds Überhöhung seiner Milieustudie wird so zu einer zeitlosen Parabel über allgemeine (zwischen-)menschliche Probleme; die „Jewishness“ ist für ihn damit „kein orthodox religiös bestimmtes Konzept“.

## Religiöse Glaubenskrise und mythologische Offenbarung

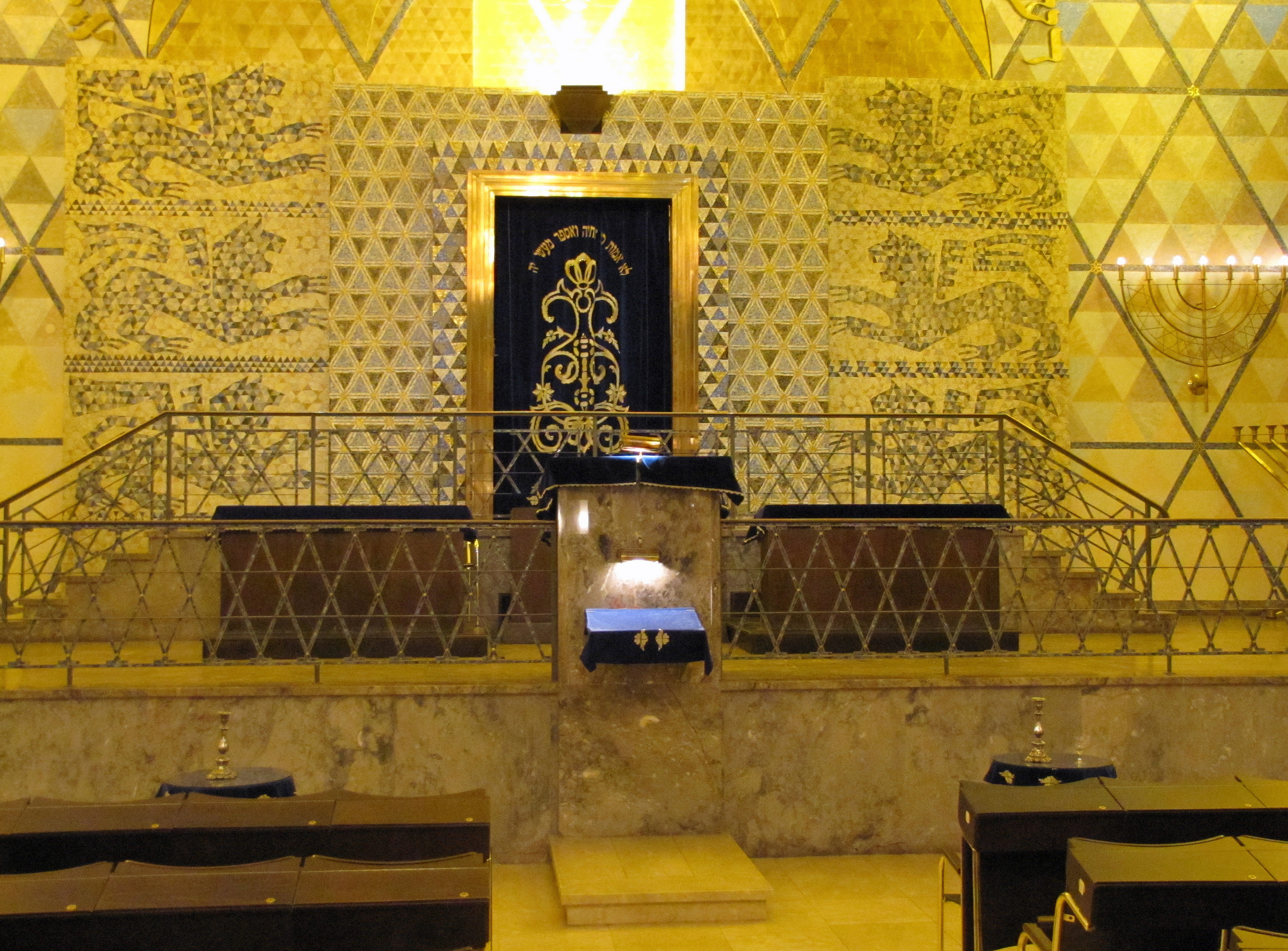
Toraschrein in einer Synagoge

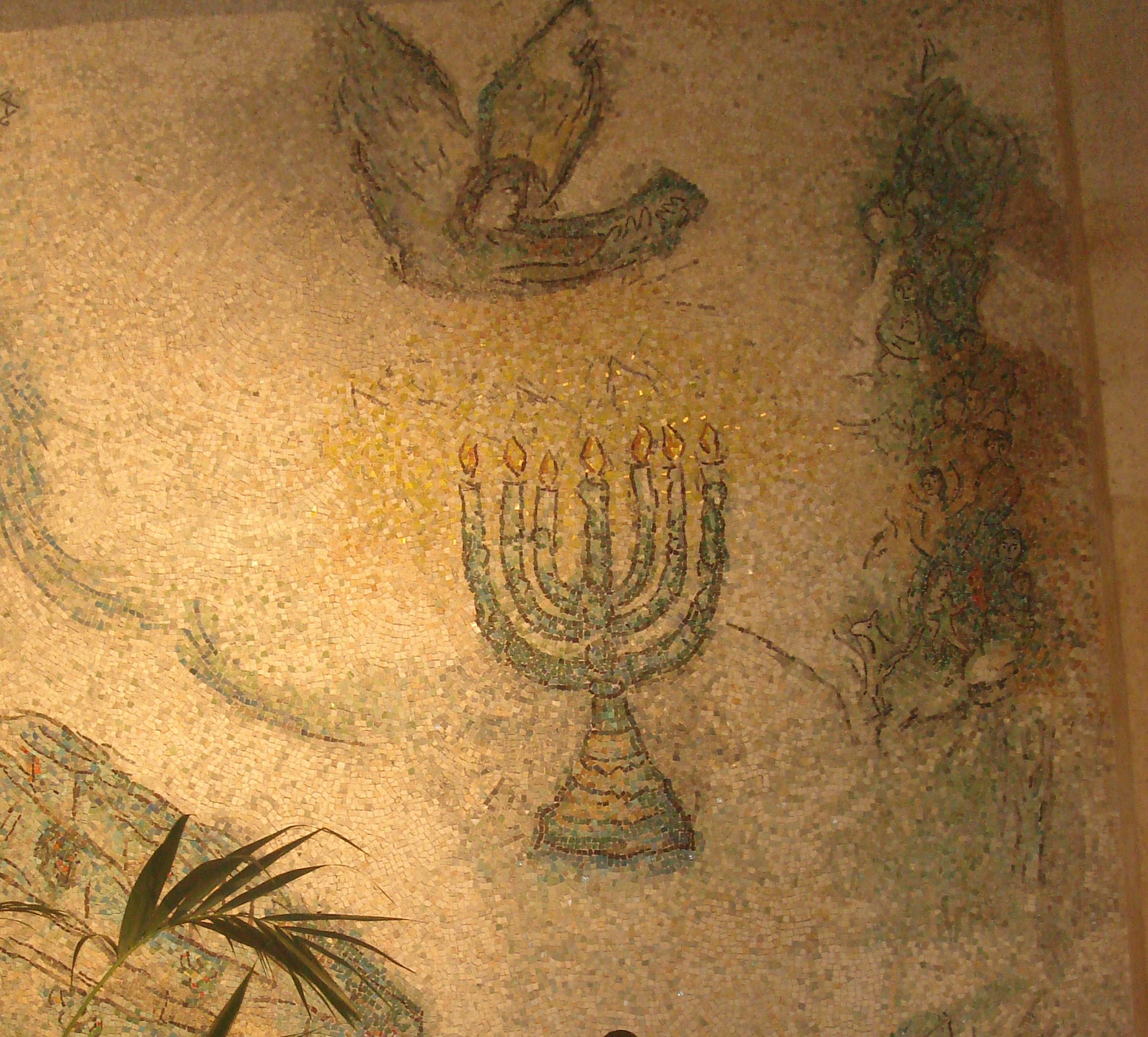
Wandmosaik von Marc Chagall im Knesset: jüdischer Kerzenleuchter und Erlösungsengel

Für Bernard Malamud war nach eigener Aussage das Buch der Bücher eine ständige Quelle der Inspiration; so sagte er in einem Interview mit Daniel Stern 1975: „I’m influenced especially by the Bible, both Testaments“ (dt. sinngemäß: „Ich bin vor allem von der Bibel beeinflusst, von beiden Testamenten“). In Ein Engel namens Levine gestaltet Malamud als zweitem wesentlichen Themenbereich in der besonderen Form der Überschneidung mit der oben dargestellten Thematik der ethnischen Vorbehalte die religiöse Krise des Protagonisten und dessen Erlösung als Neugestaltung der Hiobsgeschichte.

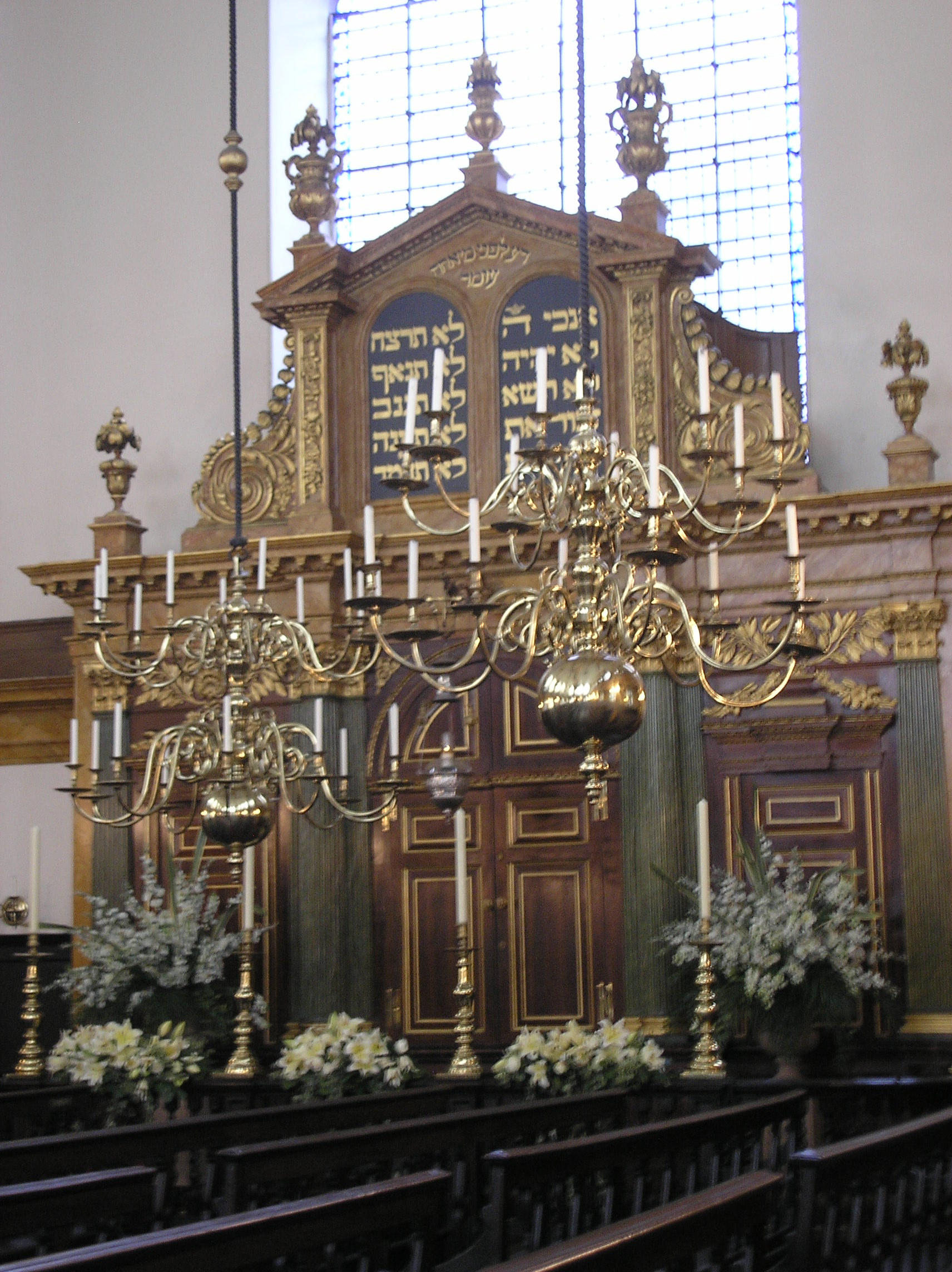
Innenansicht einer Synagoge

Im Alten Testament wird das menschliche Leiden entweder als Prüfung der Gläubigen bzw. Frommen durch Gott oder aber als göttliche Strafe für Vergehen dargestellt, die durch Schmerz und Leid gesühnt werden müssen. Als Manischevitz das Ausmaß seines eigenen Leidens betrachtet (S. 26f.), stellt er sich die Frage, ob Gott „seinem Diener aus irgendeinem Grund in irgendeiner Absicht eine Lehre erteilen wollte“ und „ihn strafen wollte, vielleicht wegen seiner Schwachheit, seines Stolzes, vielleicht weil er in den guten Zeiten Gott oft vernachlässigt hatte“ (S. 26). Angesichts seines unsäglichen Leidens zweifelt er jedoch von Anfang an an Gottes Fügung: „Der Verlust beider Kinder, der Verlust seines Einkommens, seiner und Fannys Gesundheit –, es war mehr, als ein einziger schwacher Mensch ertragen konnte. Wer war schließlich Manischevitz, daß man ihm soviel Leid aufbürdete – ein Schneider. Gewiß kein großer Mann. An ihn war all das Leid verschwendet.“ (S. 27)
Manischevitz‘ Glaubenskrise und Zweifel an Gott verstärken sich und erreichen einen ersten Höhepunkt, als Gott sich ihm in Gestalt des schwarzen Alexander Levine offenbart, der den Protagonisten erlösen könnte, wenn ihm Glauben geschenkt würde. Auf dem Hintergrund der Situation Manischevitz‘ im New York der 1950er Jahre stellt ein schwarzer jüdischer Engel den Glauben des Schneiders jedoch auf eine äußerst harte Probe. Schon die Vorstellung des Schwarzen als Alexander Levine, d. h. mit einem eindeutig jüdischen Namen, wird von Manischevitz als „Verspottung“ aufgefasst (vgl. S. 25); als ob ein schwarzer Jude nicht das Maß schon überschreiten würde, behauptet dieser auch noch, ein von Gott gesandter Engel zu sein, der sich allerdings noch zu bewähren habe und daher in seinem Handlungsspielraum begrenzt sei (vgl. S. 26f.). Manischevitz fühlt sich von Gott zum Narren gehalten: „Der Schneider konnte sich nicht von dem Gedanken befreien, daß er das Opfer eines Spaßmachers war. Sieht so ein jüdischer Engel aus?“ (S. 26) und stellt sich die Frage: „Wenn Gott mir Engel schickt, warum dann einen schwarzen? Warum schickt er keinen weißen, da es sie doch in Scharen gibt.“ (S. 26).
Dem Glauben an das Engel-Sein Levines steht für Manischewitz also dessen Hautfarbe entgegen, denn die Existenz von Engeln an sich bestreitet er nicht. Levines lapidare Antwort auf die Frage des Schneiders: „Ich war an der Reihe, als nächster zu gehen“ (S. 26), verdeutlicht, dass die Hautfarbe im Himmel bedeutungslos ist. Manischevitz kann diese Enthüllung jedoch nicht akzeptieren und bezeichnet Levine als „Schwindler“ (S. 26). Die Vorstellung, dass ausgerechnet er, der fromme Schneider, einen schwarzen Schutzengel erhalten soll, kränkt sein Selbstwertgefühl; die Zurückweisung Levines richtet sich damit auch gegen Gott selber, der ihn so enttäuscht hat.
Als sich nach kurzer Besserung Fannys und sein Gesundheitszustand wieder verschlimmern, erinnert sich Manischevitz an Alexander Levine und zieht nun die Möglichkeit in Betracht, dass Gott ihm eventuell doch einen schwarzen Engel gesandt haben könnte („Ein schwarzer Jude und Engel zu seinen Diensten – es war schwer zu glauben, aber wenn er nun wirklich geschickt worden war, um ihm zu helfen, und er, Manischevitz, in seiner Blindheit zu blind gewesen war, um zu begreifen?“, S. 27). Zwar lässt die Hautfarbe Levines ihn immer noch zweifeln; als er jedoch in Harlem einen schwarzen Schneider nach Levine fragt und erlebt, dass dieser ohne den Hauch eines Zögerns den schwarzen Engel wie eine alltägliche Selbstverständlichkeit erwähnt (vgl. S. 27f.), ist Manischevitz dieses Mal bereit, die Existenz des schwarzen Engels anzuerkennen. Wiederum ist, was den Glauben Manischevitz’‚ betrifft, die Hautfarbe bedeutsam, dieses Mal die Hautfarbe seines schwarzen Schneiderkollegens.
In Bellas Bar, in der Manischevitz schließlich Levine findet, steht die Hautfarbe seinem Glauben nicht mehr im Wege. Levine sitzt allerdings armselig und betrunken gleichsam wie die moderne Version eines „gefallenen Engels“ in der Spelunke; auch dieses kann der jüdische Schneider noch akzeptieren. Doch als Levine mit der Barbesitzerin in völlig unmoralischer Weise tanzt, wendet sich der Schneider enttäuscht ab: Die Existenz eines Engels mit einer derartigen unsittlichen Haltung ist für ihn nicht vorstellbar (S. 28f.).
Nach seiner Heimkehr findet er seine Frau todkrank vor; der Arzt hat jegliche Hoffnung aufgegeben. Manischevitz sucht den Trost und die Hilfe Gottes in einer Synagoge; doch sein Gebet bleibt unerhört; Gott hat ihn verlassen, so wie er seinerseits Gott verlassen hatte: „Gott hatte sich zurückgezogen“ (S. 29). Die Glaubenskrise des jüdischen Schneiders erreicht an dieser Stelle ihren absoluten Höhepunkt: er vermag überhaupt nicht mehr an Gott zu glauben.
Lebensmüde („Er dachte daran, sich das Leben zu nehmen, wußte aber, daß er es nie tun würde“, S. 29) fällt er nach in völliger Verzweiflung in den Schlaf und im Traum erscheint ihm wie in einer Vision Levine, der vor einem stumpfen Spiegel seine Flügel in Ordnung bringt (S. 29). Manischevitz sieht den beflügelten Engel in seinem Traum als göttliches Zeichen des Engel-Seins des realen Levine und beschließt, diesen erneut in Harlem aufzusuchen. Zwar ist er immer noch ungläubig aufgrund der Hautfarbe Levines („Er wußte, daß dies der letzte verzeifelte Schritt in seinem Schmerz war: er ging ohne Glauben, um einen schwarzen Zauberer aufzusuchen“, S. 29), sieht jedoch keine anderen Ausweg mehr, als Levine um Hilfe zu bitten. In Harlem stellt er allerdings fest, dass Bellas Kneipe den Besitzer gewechselt hat. An diesem Ort ist in der Zwischenzeit eine Synagoge eingerichtet worden; die Bundeslade und die heilige Schriftrolle liegen ausgebreitet auf einem langen Tisch, um den herum vier schwarze Juden sich über grundlegende Fragen des Talmud unterhalten (S. 29). Als Manischevitz sie nach Levine fragt, erlebt er nochmals, dass für die Schwarzen in Harlem die Existenz eines schwarzen jüdischen Engels offenbar nichts Außergewöhnliches ist (vgl. S. 30f.).
Mit Hilfe der vier Schwarzen in der Synagoge findet Manischevitz den Weg zu Levine. Obwohl dieser so weit wie nur möglich von dem Idealbild eines reinen Engels entfernt ist und, wie Pointner ausführt, eher „das amoralisch-seidene Stereotyp eines Schwarzen“ verkörpert, ist Manischevitz an diesem Punkt bedingungslos bereit, sich selbst vor den grölenden, angetrunkenen Gästen in der Bar zu erniedrigen und vor den Augen aller die Existenz des schwarzen Engels anzuerkennen. Damit gelingt es ihm seinen wiedergefundenen Glauben an Gott öffentlich unter Beweis zu stellen (S. 31f.); er hat die allerschwerste seiner Prüfungen bestanden und findet nun die Erlösung ebenso wie Levine.
Das Ende der Geschichte führt zu der Ausgangsfrage zurück: Wie ist der Glaube an einen gerechten und gnädigen Gott möglich, wenn dieser dem Menschen trotz seiner Rechtschaffenheit unerträgliche Schmerzen bereitet? Die Antwort, die Malamud in Angel Levine gibt, deckt sich im Wesentlichen mit der Aussage des Alten Testaments, wie sie beispielsweise auch in der dialektischen Theologie gedeutet wird: Die Wege Gottes sind undurchschaubar; nur der Glaube an die göttliche Offenbarung, in welcher Form auch immer, kann den Menschen retten, in Malamuds Erzählung sogar, wenn diese sich in der Gestalt eines jüdischen, zeitweise heruntergekommenen und amoralischen Engels zeigt. Vor allem der Schlussteil mit seinen Anklängen an die Botschaft des Alten Testaments unterstreicht dabei den „religiös-mythologischen“, wenn nicht gar mystischen Grundton von Angel Levine.

## Aufbau und charakteristische Gestaltung der Erzählung
In den ersten beiden Abschnitten der Erzählung, die eine Art Exposition bilden, werden die wesentlichen Hintergrundinformationen für das Verständnis der nachfolgenden Handlung geliefert. Dem ersten, ganz ohne überflüssige Details in der dritten Person  mit auktorialem Abstand  erzählten Teil folgt ein zweiter, in dem die Handlung deutlich an dramatischer Intensität und Tempo gewinnt. Als der schwarze jüdische Engel in Manischewitz‘ Wohnung erscheint, zweifelt dieser, ganz orthodox und positivistisch, an dessen Engel-Sein; mit dem Aufbruch des abgewiesenen Levines schließt der Anfangsteil der Erzählung, in der sich, wie Haas in seiner Analyse darlegt, „das Wunderbare in verfremdeter Form und die orthodoxe Ratio des Frommen begegnen, welche ein Wunder nur akzeptiert, wenn es dem Modell entspricht, das ihr aus Lehre und Tradition vertraut ist.“
Der angebliche Engel vollbringt indes keine Wundertaten; in der Phase der „Bewährung“ hätte ihm nur der Glaube des „Heimgesuchten“ ein Wunder ermöglicht. So schwindet die eingetretene Linderung der Schmerzen Manischevitz‘ nach kurzer Zeit wieder und Fanny, seine Frau, steht dem Tode näher als je zuvor. Manischevitz weist Gott nunmehr angesichts des Ausmaßes seines Leidens auf die eigene, geringe Bedeutung hin, da die Qualen für ihn in keinem Verhältnis zu seiner Wichtigkeit stünden. Er sei ja nur „ein Schneider“. Kurz darauf stellt Manischevitz dann aber nicht nur Gott, sondern auch seine eigenen Zweifel an der Existenz des schwarzen Engels wiederum in Frage. Da er den Besucher abgewiesen hat, begibt er sich auf die Suche nach ihm: „Nach vielen Überlegungen, und immer noch zweifelnd, entschloß sich der Schneider schließlich, den Engel von eigenen Gnaden in Harlem zu suchen“ (S. 27). Die Welt der Schwarzen in Harlem wird für ihn auf der Suche nach Levine zu einer „dunklen Welt der Schatten“, in der auch die Lichter nichts mehr erhellen (S. 27). Ein Schwarzer, Schneider wie er selbst, weist ihm den Weg zu Levine, der sich in jetzt allerdings einem „heruntergekommenen, schäbigen und schmutzigen“ äußeren Erscheinungsbild zeigt (S. 28). Der offensichtlich nicht nur äußerlich gefallene Engel erliegt gerade, wie Manischevitz durch ein Fenster starrend erkennen muss, in der Tanzbar den Versuchungen der „schwerbrüstigen“ Bella. Er zwinkert „listig“ dem Schneider nur eine Sekunde lang zu und tanzt weiter (S. 28). Manischevitz wendet sich daraufhin ab und begibt sich auf den Heimweg.
Stellt dieser dritte Teil der Erzählung Malamuds die „ebenso eindrucksvoll wie ökonomisch gestaltete Suche in Harlem“ dar, so wird in dem anschließenden Abschnitt ein kurzes, aber wichtiges „Zwischenspiel“ dargeboten, das drei wesentliche thematische Elemente entfaltet. Die Krankheit der Frau steigert sich bis zum Tode hin; sogar der Arzt kann den Anblick des Leidens, das Manischevitz zu ertragen hat, nicht mehr aushalten: „Er [der Arzt] ging sofort wieder. Er war nicht ohne Mitleid, konnte aber Manischevitz‘ vielfachen Kummer nicht mitansehen“ (S. 28f.). Manischevitz ist für ihn „der Mann, der nie ohne Schmerzen war“ (S. 29). Ein zweites thematisches Moment, das in diesem Teil der Kurzgeschichte ausgebreitet wird, ist die zunehmende Verzweiflung Manischevitz’; sogar in der Synagoge kann er Gott nicht mehr finden und bricht mit dem „Nichts“ und der Leere, die er nicht lieben kann – Gott verfluchend. (S. 29).
Genau in diesem Augenblick, in dem seine Zweifel in Verzweiflung umschlagen, erscheint ihm im Traum die Vision Levines, der vor einem stumpfen Spiegel seine winzigen, schimmernden Flügel putzt. Der Traum reißt ihn aus seiner Verzweiflung; er begibt sich spontan in einem allerletzten Versuch erneut auf den Weg in die schwarze Welt Harlems.
Nach der ansteigenden Handlung im Anschluss an die Exposition erreicht die Kurzgeschichte im fünften Teil ihren Höhepunkt und ihre Wende. Die vormalige Spelunke hat sich in eine Synagoge verwandelt und damit sozusagen den Besitzer gewechselt. Kurz danach wird sich jedoch herausstellen, dass die Tanzbar noch existent ist und der Synagoge auf der anderen Straßenseite gleichsam als Gegenwelt gegenübersteht.
Zunächst lauscht Manischevitz jedoch in der Synagoge der Unterhaltung der vier Schwarzen, die den Talmud lesen und über seine Aussagen nachdenken, ein Gespräch, in dem es um die letzten Fragen nach dem Wesen der Seele geht, nach dem „primum mobile“ und der „substanzlosen Substanz, von der alle Dinge kommen, die dem Geist entsprungen sind“ und somit nach der Natur Gottes und seines Geistes, der sich in allen Dingen manifestiert (S. 30). Das Gespräch umkreist unterschiedliche Ebenen, verschiedene Antworten werden geäußert. Ausgerechnet der schwarze Junge unter den Betenden und Meditierenden gibt die letzte Antwort auf die Frage, welche die tiefere Bedeutung dieser Erzählung Malamuds berührt und auch die Thematik der farbigen Juden umfasst: „Gott hat den Geist in alle Dinge hineinversetzt. […] Er hat ihn in die grünen Blätter und die gelben Blumen gesandt. Er hat ihn mit dem Gold in die Fische und mit dem Blau in den Himmel getan. So ist er auch in uns hineingekommen [sic!]“ (S. 30).
In dieser symbolischen Farbenlehre der Schöpfung oder, wie Haas es nennt, „chromatischen Theodizee“, erreicht die Geschichte ihren Höhepunkt, sozusagen eine theologische Variante des verbreiteten Slogans „Black is Beautiful“. Manischevitz gewinnt die Einsicht in „das gottgewollte Farbspiel der Schöpfung“; die unterschiedlichen Hautfarben erweisen sich in der göttlichen Schöpfung und Liebe als gleichwertig.
Diese Erkenntnis öffnet Manischevitz seinen Weg zu Levine, der als armselige Gestalt betrunken in Bellas Spelunke hockt und seinerseits auf die Rückkehr Manischevitz’ wartet. Es ist Nacht; Manischevitz betritt die Bar, wird von den anwesenden Gästen verspottet, spricht aber Levine ohne Angst vor Demütigung und Selbsterniedrigung mutig an. Wie Haas in seiner Deutung schreibt, ist der Moment der Entscheidung gekommen. Diese vollzieht sich dabei in zwei Schritten. Manischevitz kann Levine in dieser Phase nun mitteilen, dass er wisse und fest daran glaube, dass Levine Jude sei – die Folge des Belauschens des talmudischen Gesprächs in der Synagoge. Dann spricht Manischevitz mit Tränen in den Augen in die plötzlich in der Bar entstandene Stille hinein den entscheidenden Satz gegenüber Levine aus: „Ich glaube, daß Sie ein Engel Gottes sind“ (S. 32).
Levine bricht an dieser Stelle seinerseits in Tränen aus. Auch für ihn, den „Engel auf Bewährung“ war die Prüfung, den Zweifeln des weißen Juden Manischevitz ausgesetzt zu sein, kaum erträglich: „Wie demütigen Sie mich“ (S. 32). Er wechselt, symbolisch durchaus bedeutsam, seine schäbigen Kleider und erscheint wieder in dem Anzug, den er zuvor bei seinem ersten Auftritt in Manischevitz‘ Wohnung getragen hat. Beide brechen auf; keiner verabschiedet sich, als sie gehen (S. 32).
Im Schlussteil der Erzählung fahren Manischevitz und Levine, Jude und Farbiger, zur Wohnung des Schneiders zurück. Levine betritt die Wohnung allerdings nicht mehr; er steigt die Treppe zum Dach hinauf. Manischevitz folgt ihm, bis er vor der schon wieder verschlossenen Tür zum Dach steht. Durch ein zerborstenes Fenster sieht er in den Nachthimmel hinein und hört das Schwirren von Flügeln (S. 32). Er glaubt, eine dunkle Gestalt zu sehen, die „von einem herrlichen Paar schwarzer Flügel nach oben getragen“ wird (S. 32). Eine Feder schwebt herab. Manischevitz atmet tief, als er sie weiß werden sieht – es ist jedoch nur eine Schneeflocke. Als er in seine Wohnung hinunter eilt und seine offensichtlich wieder genesene Frau beim Wohnungsputz antrifft, weiß er, dass ein Wunder geschehen ist (S. 32).
Die Handlung dieser Erzählung Malamuds ist „straff organisiert“ und erreicht „eine fast musikalische Geschlossenheit“ in ihrer Variation des Hiobsthemas. Die Erzählspannung steigert sich dynamisch bis zum erlösenden Schluss und erinnert, Haas zufolge, „an musikalische Strukturen“. Angel Levine gewinnt an Erzähltempo und Kraft aus dem „Rhythmus von Ankunft und Aufbruch, Suche und Heimkehr“. Der Engel Levine kommt und geht; Manischevitz begibt sich zweimal in Harlem auf die Suche nach ihm; nachdem er ihn ein zweites Mal gefunden hat und sich zu ihm bekannt hat, können beide heimkehren und ihre Ruhe finden.
In einem Wechsel von „retardierter und beschleunigter Bewegung“ fasst Malamud in Angel Levine zugleich die immer wieder verzögerte Entwicklung Manischevitz’ vom Zweifel zum Glauben. Parallel dazu wird der Aufschwung des schwarzen Engels „auf Bewährung“ wiederholt durch die Schwerkraft der Versuchung verhindert; beide Bewegungslinien werden von Malamud mit nahezu „graphischer Präzision“ nachgezeichnet.
Als Levine mit Bella tanzt, die ihn anhebt („Es schien, als habe Bella Levine hochgehoben, seine großen Schuhe baumelten lose herunter, während sie tanzten“, S. 28), wird metaphorisch deutlich, wie Levine im Stadium seines moralischen Verfalls ohne jegliche Anmut in Bellas Armen hängt; der Tanz hebt die Schwerkraft nicht auf. Diesem tiefsten Punkt steht das Ende der Erzählung kontrastiv gegenüber: nun hat Levine seinen höchsten Punkt erreicht; die Apotheose beginnt und die Flügel tragen; die Schwerkraft der Versuchung ist jetzt überwunden.
Wie Haas in seiner Analyse der Kurzgeschichte betont, zieht Malamud diese Entwicklungslinien mit „Ökonomie und fast ohne Ornamente“. Dem klassischen Strukturprinzip der short story folgend, finden sich kaum Abschweifungen in Ein Engel namens Levine. Gleichzeitig verwendet Malamud „in der direkten Rede der Figuren, vor allem Manischevitz‘, wirkungsvoll jüdische Verfremdungseffekte“ sowie in der Erzähldarstellung „eine außergewöhnliche Bildhaftigkeit“.

## Bezüge zur Hiobsgeschichte

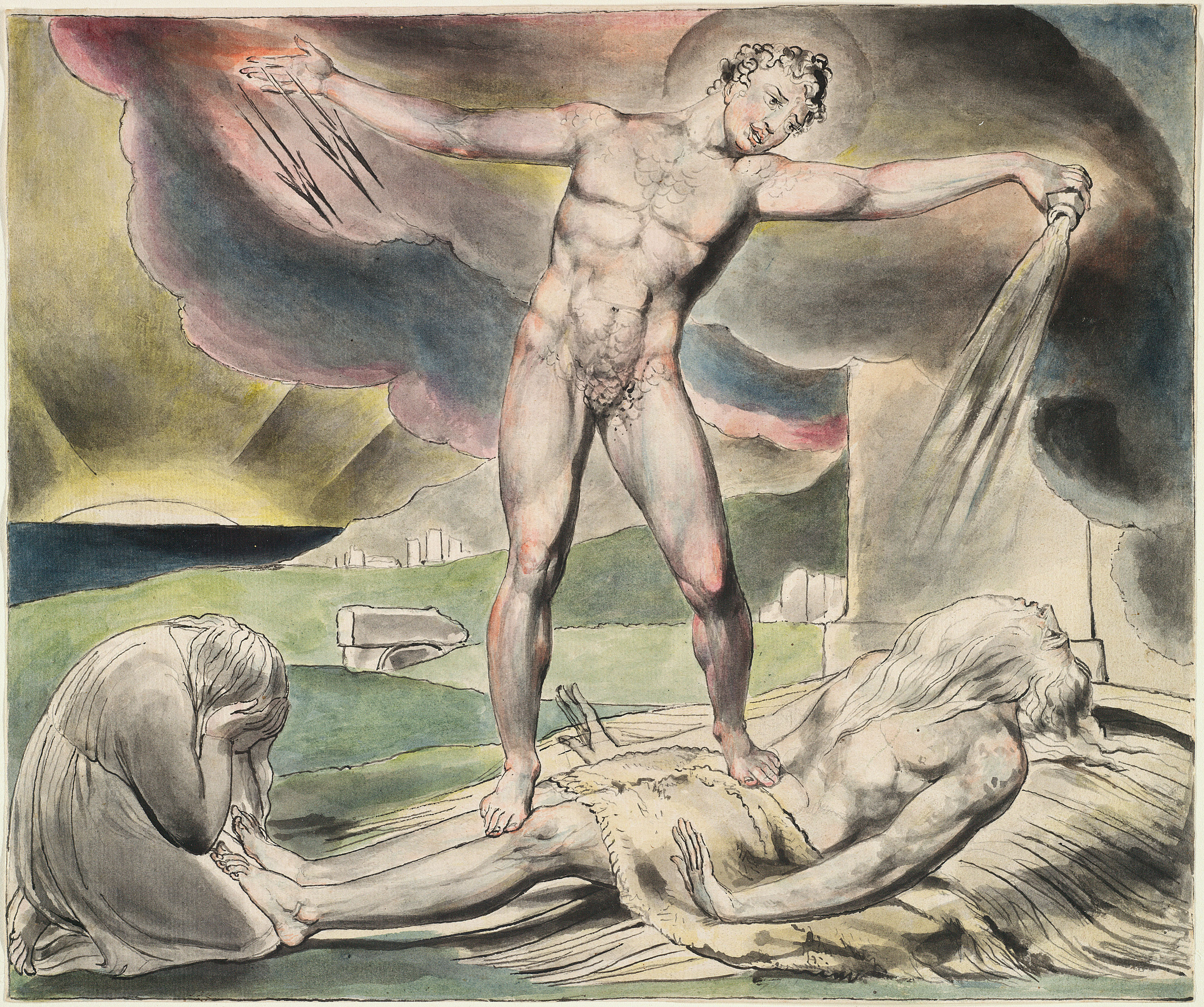
Die Prüfung des Hiob: Satan schüttet die Plagen über Hiob aus (William Blake)

Die Anklänge an die biblische Hiobsgeschichte geben dieser Erzählung Malamuds, wie beschrieben, ihren religiös-mythologischen Grundton, der sich dabei in Malamuds Variation vorheriger literarischer Bearbeitungen der Hiobsthematik äußert. Bereits 1930 veröffentlichte beispielsweise Joseph Roth Hiob, Roman eines einfachen Mannes, in dem die Hiobsgeschichte nach Westrussland und in die USA sowie gleichzeitig auf eine niedere soziale Ebene übertragen wird. Auch der Protagonist Mendel Singer in dem Roman von Roth wird gerettet, allerdings nicht durch einen Engel, sondern durch seinen Sohn Menuchim, der ihm durch sein stellvertretendes Leiden den Weg zu der Gnade Gottes öffnet. Dieser Roman und die Erzählung Malamuds haben einige verwandte thematische Elemente: auch Singers Tochter Mirjam lässt sich auf sexuelle Abenteuer ein und wird zum Liebchen einer ganzen Kosakenkaserne; auch Singers Sohn fällt im Krieg. Aufgrund der Gattungsverschiedenheit ist die thematische Spannweite in Roth‘ Roman allerdings erheblich weiter als in der Kurzgeschichte Malamuds, sie beinhaltet neben der Immigrationsproblematik ebenso eine Reihe theologischer Fragestellungen, die bei Malamud kaum eine Rolle spielen.
Im Bereich des Dramas versuchte vor allem Archibald MacLeish in seinem Werk J.B.: A Play in Verse (1956, dt. Spiel um Job, 1958) die Hiobsgeschichte des Alten Testamentes auf neuzeitliche amerikanische Verhältnisse zu übertragen. Hiob tritt hier jedoch nicht als Jude, sondern als amerikanischer Durchschnittsbürger auf, dessen Wohlstand und Familie durch Katastrophen zerstört werden, deren Urheber jedoch nicht als göttliche Macht im biblischen oder talmudischen Sinne erscheint, sondern als ein dunkles letztes Mysterium, dessen eigentliches Wesen unerkennbar ist.
Verglichen mit diesen beiden Werken stellt Ein Engel namens Levine ein interessantes literarisches Experiment Malamuds mit wesentlichen Anspielungen auf Hiob und dessen Prüfungen dar. Sowohl der Auftakt als auch das Ausmaß der Heimsuchungen und Schicksalsschläge, die Manischevitz treffen, ähneln den Prüfungen Hiobs. Obwohl Malamud bewusst die biblische Überlieferung in seiner Kurzgeschichte trivialisiert, gewinnt die Figur des jüdischen Schneiders durch die in sie eingearbeiteten Hiobkonturen an Dimension und Aussagekraft.
Trotz der unverkennbaren Parallelen fallen in der Kurzgeschichte deutliche Unterschiede zur biblischen Geschichte auf: Im Gegensatz zum alttestamentlichen Stoff fehlt bei Malamud die Gestalt des Anklägers, die Figur Satans. Auch hat Manischevitz, abgesehen von der kaum ausgearbeiteten Randfigur des Arztes, keine Freunde, die ihn trösten. Ähnlich wie in der biblischen Quelle wird jedoch in Angel Levine die Rolle der Frau hervorgehoben; sie erhält sogar ein stärkeres Gewicht.
In der trivialisierten Alltagswelt des jüdischen Schneiders und vor dem Hintergrund seines verschwimmenden Gottesbildes bleibt für Malamud kein Raum für die Übernahme der großen Reden wie der Gottesrede im Gewittersturm über den Anfang der Welt in der biblischen Überlieferung. Manischevitz zweifelt und verzweifelt zwar an Gott, er erscheint aber an keiner Stelle der Erzählung als der Ankläger Gottes, der kasuistisch nach der Ursache seines Leidens fragt.
Wie Hiob hat auch Manischevitz das Gesetz Gottes nicht gebrochen; seine nur andeutungsweise vorgetragenen Klagen, die nicht zu Anklagen Gottes werden, sind eher der Ausdruck seiner Resignation und Verzweiflung. Durch Malamuds Einsatz stilistisch wirkungsvoller Mittel wie leichter syntaktischer und allgemein sprachlicher Verfremdungen, die dem Sprachschatz des „Ameridischen“, des New Yorker Jiddisch, entnommen sind, wird die Sprache Levines dem Dialekt der Farbigen gegenübergestellt.
Verglichen mit der biblischen und den literarischen Vorlagen gestaltet Malamud eine moderne Hiobsgeschichte in New York, deren Hintergrund im Eingangsteil nur skizzenhaft als Vorgeschichte des eigentlichen Wunders angerissen wird. Dieses Wunder ist, wie Haas in seiner Deutung schreibt, „nichts anderes als der Einbruch des Göttlichen in die Welt menschlichen Leidens und der Durchbruch des leidenden Menschen aus der normalen Gesetzesfrömmigkeit zum Glauben an dieses Wunder.“
Die Hiobfrage nach der Gerechtigkeit Gottes, die im Buch Hiob selbst in der großen Gewitterrede so beantwortet wird, dass der Mensch nicht in der Lage ist, auf gleicher Stufe mit Gott die Wahrheit zu erfahren, führt zu der Läuterung Hiobs, dessen Frömmigkeit trotz aller Zweifel die Prüfungen besteht. Gott wendet sich in der biblischen Überlieferung dem Menschen in seiner allumfassenden Liebe zu, die auch Schicksal und Fügung beinhaltet. Diese Unbegreiflichkeit Gottes, die auch dort liebende Zuwendung bedeutet, wo sie Leid schickt, wird bei Malamud durch die Figur Levines verkörpert. Das Erscheinen des schwarzen Engels symbolisiert die Notwendigkeit einer alle Logik und Erfahrung transzendierenden Glaubensentscheidung. In dieser Hinsicht steht die Erzählung Malamuds der theologischen Aussage des Hiobbuchs durchaus nahe. Besonders menschlich wird sie dadurch, dass der Engel selber im Zustand der Bewährung oder Prüfung ist. Zugleich schließt Malamud in die religiöse Thematik ein zentrales Gegenwartsproblem der Vereinigten Staaten ein, die Frage der Beziehung der Rassen zueinander. Die Problematik der Rassenspannungen wird in Angel Levine im Lichte jüdischer Frömmigkeit aufgeworfen, wenn nicht sogar gelöst. Im Verlauf der Erzählung, die durch ihre Bezüge zu Hiob an Allgemeingültigkeit gewinnt, führt Malamud die Leser an den Abgründen Harlems, Bellas Spelunke und Fannys Todesnähe vorbei, um am Ende zu zeigen, dass es eine Glaubensgemeinschaft der Menschen über alle Rassenunterschiede hinweg gibt. Malamuds Juden haben dabei, wie Freese schreibt, einen „universellen, metaphorischen Charakter“.

## Bezüge zu Chagall

Beispiel einer Engelsdarstellung von Chagall

In der künstlerischen Gestaltung ist Malumuds Erzählung Ein Engel namens Levine in verschiedener Hinsicht mit den Gemälden und Zeichnungen Chagalls vergleichbar. Den Erzähler und den Maler verbindet der gemeinsame russische Hintergrund. Malamud kennt ebenso wie Chagall die Welt des Chassidischen bzw. Kabbalistischen und die jüdische Folklore Weißrusslands, auch wenn er in den Staaten geboren wurde. Zwar ist Chagall im Ganzen eher Maler einer surrealistisch verfremdeten dörflichen Welt des alten Europas, während Malamud sich in seinem literarischen Schaffen vielmehr an der Existenz der jüdischen Minoritäten in den amerikanischen Großstädten orientiert; dennoch gestaltet Chagall ebenso wie Malamud in seinen Gemälden und Zeichnungen immer wieder das Thema der Schwerelosigkeit sowie des Schwebens und Fliegens – mithin jenes Thema, dass in Angel Levine zu dem faszinierenden und zugleich im Sinne der short-story-Tradition verblüffenden Schluss führt. Die schwarze Feder, die am Ende zur Erde schwebt, ist nur eine Schneeflocke! Auch Chagall malt Szenen dieser Art, in der die horizontale Darstellung vertrauter Landschaften, Dorfbilder oder Stadtmotive mit Figuren verfremdet wird, die sich nahezu schwerelos in die Vertikale aufschwingen.
Ebenso erinnern die zahlreichen, teilweise surrealistisch verfremdeten Engelsdarstellung vor allem des späten Chagall an Angel Levine. In den Engelsdarstellungen Chagalls wird der göttliche Engel allerdings, anders als in dieser Erzählung Malamuds, nicht vollkommen vermenschlicht, sondern als göttlicher Bote und als Wesen einer ganz anderen Welt dargestellt. In der Studie zur Einsamkeit (Études pour Solitude, 1933) gestaltet Chagall den Moment, in dem das menschliche Leiden in der Horizontale und die göttliche Heimsuchung in der Vertikale sich schneiden; auch hier wird ein Jude im Exil von einem Engel aufgesucht und mit der Thora getröstet. In gleicher Weise hat das Motiv der Engelsflügel, das in dieser Kurzgeschichte Malamuds eine besondere Rolle spielt, Chagall immer wieder beschäftigt. Im Hochzeitspaar auf dem Eiffelturm (1928) schwebt ein Engel mit grünen Flügeln auf das Liebespaar zu und überreicht den beiden Liebenden einen bunten Strauß. In seiner Chaplinstudie zeigt Chagall Charlie Chaplin ähnlich wie in Angel Levine, wie er im „bowler hat“ einen Flügel unter dem linken Arm trägt. Farbig gestaltete Flügelmotive finden sich auch in anderen Bildern Chagalls; allerdings ist nicht zu übersehen, dass die späten Werke Chagalls zumeist ein Element des Schrecklichen aufweisen, das die Emigrationserfahrungen und Resignation des Malers widerspiegelt.
Das Interessante an Malmud Kurzgeschichte liegt aber dort, wo sich seine Darstellung des Engels von der Chagalls unterscheidet: Der schwarze Engel in dieser Kurzgeschichte Malamuds kommt nicht als ein fremdes oder übermächtiges Wesen in die Wohnung des jüdischen Schneiders, sondern erscheint unauffällig mit einer eher nur angedeuteten Fremdheit.
Auch andere Elemente erinnern an Züge Chagalls: die Skizzierung des Interieurs der dürftigen Wohnung Manischevitz‘, die groteske Darstellung der Füße des von Bella beim Tango-Tanz angehobenen Levine wie auch die präzise Zeichnung des Jüdischen in Malamuds Erzählung. Ebenso ist die Gestaltung des schwerelosen Aufschwungs des erdhaft-farbigen Levine, wie Haas ausführt, unzweifelhaft von Chagall beeinflusst. Angel Levine erhält dadurch einen surrealistischen Grundton, wie Haas und Freese in ihren Analysen feststellen.

## Wirkungsgeschichte
Aus Sicht der Literaturwissenschaft und Literaturkritik liefert diese 1958 in der Sammlung The Magic Barrel veröffentlichte Erzählung Malamuds „einen wesentlichen Beitrag zur amerikanischen Kurzgeschichte“. Angel Levine gehört dabei nicht nur in die ohnehin umfangreiche Tradition der amerikanischen Kurzgeschichte überhaupt, sondern verkörpert vor allem die jüdisch-amerikanische Erzählkunst im Bereich der short story. In ausgeprägterer Form als andere amerikanische Schriftsteller jüdischer Herkunft gestaltet Malamud in Ein Engel namens Levine ebenso wie in seinen Romanen, beispielsweise in The Assistant 1957 (dt. Der Gehilfe 1961), die ethnologisch bzw. religionsgeschichtlich eigenständige Erfahrungswelt der jüdischen Subkultur, die ihre Autonomie trotz des laufenden Prozesses der Assimilation in die amerikanische Zivilisation und Gesellschaft bewahrt hat und auch deutlich zum Ausdruck bringt.
Während die Anfangszeit der amerikanischen Kurzprosa durch Autoren wie Poe, Hawthorne, Bret Harte oder Stephen Crane, um nur einige zu nennen, geprägt wurde, ist die moderne amerikanische Kurzgeschichte ohne die Beiträge und literarischen Experimente jüdischer Erzähler, insbesondere der Werke von Roth und Malamud, nicht mehr zu denken. Wie Haas in seiner Einschätzung der literaturgeschichtlichen Entwicklung der amerikanischen (Kurz-)Prosa feststellt, ist Malamud „dabei eine wesentliche Position zuzuweisen.“
Angel Levine variiert dabei nicht nur, wie oben bereits dargestellt, die Hiobsgeschichte ins Moderne, spiegelt die ethnischen Probleme der zeitgenössischen amerikanischen Gesellschaft und erinnert in der künstlerischen Gestaltung an Techniken Chagalls, sondern verwandelt zugleich auch typische Elemente der amerikanischen Kurzgeschichte im Rahmen eines Erzählexperiments. Der religiös geprägte Mythos des biblischen Hiob und des modernen Juden im New Yorker Alltag verschmelzen in Angel Levine in einer Form, welche die Problematik der jüdischen Existenz in einem historisch spezifischen sozio-kulturellen Milieu zur universal gültigen Metapher bzw. Allegorie des Menschseins an sich werden lässt.

## Sonstiges
Malamud benutzt den bedeutungsvollen Namen Levine, der einen Bezug zu Levin in Tolstojs Anna Karenina herstellt und auf Joyce’ Ulysses verweist, ebenso für Seymour Levin, den Helden von A New Life, sowie Henry Levin in The Lady of the Lake. Nach Malamuds eigener Aussage stellt der Name Levine einen „pun“ (dt. sinngemäß: Wortspiel) auf „leaven“ (dt.: „Hefe“) dar, deutet also im Sinne von Matthäus XIII, 33 auf einen sich verändernden oder ausbreitenden Einfluss hin und kann auch auf den israelitischen Priesterstamm der Leviten bezogen werden. Levine, d. h. die Hefe, bringt nach Freese einen Gärungs- und Klärungsprozess in Gang, der die schließliche Wandlung Manischevitz‘ bewirkt.

## Ausgaben
Angel Levine wurde in der englischen Erstausgabe 1958 in der Sammlung The Magic Barrel im New Yorker Farrar, Straus & Cudahy Verlag veröffentlicht. Die deutsche Übertragung von Annemarie Böll wurde 1968 unter dem Titel Das Zauberfaß und andere Erzählungen als Lizenzausgabe des Kiepenheuer und Witsch Verlags in Taschenbuchform im Fischer Verlag, Frankfurt a. M. und Hamburg, publiziert. Die deutsche Erstausgabe von Ein Engel namens Levine aus dem Jahr 1962 ist nicht mehr erhältlich.
Die englische Ausgabe von Angel Levine ist seitdem in verschiedenen Sammlungen aufgenommen worden, beispielsweise in Bernard Malamud: Idiots First and Other Stories, editiert von Willi Real, Schöningh Verlag, Paderborn 1981, ISBN 3-506-43025-4 (dt.: Schwarz ist meine Lieblingsfarbe und andere Erzählungen. Kiepenheuer und Witsch Verlag, Köln 1972, ISBN 3-462-00850-6). Eine Lizenzausgabe dieser Anthologie ist 1977 auch in der damaligen Deutschen Demokratischen Republik in dem (Ost-)Berliner Volk und Welt Verlag veröffentlicht worden.

## Adaptionen
Eine freie filmische Adaption auf der Grundlage dieser Erzählung wurde 1970 unter der Regie von Ján Kadár als 104-minütiges Drama unter dem Titel The Angel Levine (dt. Ein Engel namens Levine, 1984) mit Zero Mostel und Harry Belafonte in den Hauptrollen produziert. Das Drehbuch für diese Verfilmung wurde von Bill Gunn geschrieben unter Malamuds Mitwirkung bei der Fassung der storyline.
Im New Yorker und Mainzer Carl Fischer Verlag wurde ebenso ohne Jahresangabe eine auf der Vorlage von Angel Levine aufbauende gleichnamige Partitur von Elie Siegmeister und Edward Mabley veröffentlicht.

## Sekundärliteratur
- Peter Freese: Bernard Malamud. In: Peter Freese: Die amerikanische Kurzgeschichte nach 1945. Athenäum Verlag, 1974, ISBN 3-7610-1816-9, S. 180–242, hier vor allem S. 206–215.
- Rudolf Haas: Bernard Malamud · Angel Levine. In: Karl Heinz Göller u. a. (Hrsg.): Die amerikanische Kurzgeschichte. August Bagel Verlag, Düsseldorf 1972, ISBN 3-513-02212-3, S. 307–317.
- Frank Eric Pointner: Bernard Malamud: Angel Levine. In: Michael Hanke (Hrsg.): Interpretationen · Amerikanische Short Stories des 20. Jahrhunderts. Reclam jun. Verlag, Stuttgart 1998, ISBN 3-15-017506-2, S. 104–112.
- Willi Real: Angel Levine. In: Willi Real: Idiots First and other stories by Bernard Malamud · Interpretations and Suggestions for  Teaching. Schöningh Verlag, Paderborn 1981, ISBN 3-506-43026-2, S. 46–67.
- J. P. Steed: The Spirit in All Things: The Search for Identity in Malamud’s ‘Angel Levine’. In: Studies in American Jewish Literature, Vol. 18, Penn State University Press 1999, S. 11–17.